# Cernox
Cernox – typ termoelementu przeznaczonego do pracy w niskich temperaturach (zakres 0,1-420 K, w zależności od modelu)
produkowanego przez firmę Lake Shore Cryotronics. 
Zalety to brak wrażliwości na pole magnetyczne oraz duża czułość, jak i powtarzalność pomiarów.